# Davide De Pretto
Davide De Pretto (Piovene Rocchette, 19 de abril de 2002) es un deportista italiano que compite en ciclismo en la modalidad de ruta. Ganó una medalla de bronce en el Campeonato Europeo de Ciclismo en Ruta de 2022, en la prueba de ruta sub-23.

## Medallero internacional
| Campeonato Europeo | Campeonato Europeo | Campeonato Europeo | Campeonato Europeo |
| Año                | Lugar              | Medalla            | Competición        |
| ------------------ | ------------------ | ------------------ | ------------------ |
| 2022               | Anadia (Portugal)  | Medalla de bronce  | Ruta sub-23        |

## Palmarés
2022
- 3.º en el Campeonato Europeo en Ruta sub-23

2023
- Trofeo Alcide Degasperi

2024
- 1 etapa de la Vuelta a Austria

## Resultados en Grandes Vueltas
| Carrera | Carrera         | 2021 | 2022 | 2023 | 2024 | 2025 |
| ------- | --------------- | ---- | ---- | ---- | ---- | ---- |
|         | Giro de Italia  | —    | —    | —    | —    | 77.º |
|         | Tour de Francia | —    | —    | —    | —    | —    |
|         | Vuelta a España | —    | —    | —    | —    | —    |

―: no participa
Ab.: abandono